# فلوريد المغنيسيوم
 فلوريد المغنيسيوم  مركب كيميائي له الصيغة MgF2 ، ويكون على شكل بلورات بيضاء .

## الخواص
- تتميز بلورات فلوريد المغنيسيوم بقساوتها، الدرجة 6 على مقياس موس.
- انحلالية فلوريد المغنيسيوم ضعيفة في الماء، فقط 13 مغ لكل 1 ل ماء، كما أنه ضعيف الانحلال أيضاً في الأحماض الممددة.
- يتبلور فلوريد المغنيسيوم وفق نظام بلوري مشابه لبنية الروتايل ثنائي أكسيد التيتانيوم.

## التحضير
يحضر مركب فلوريد المغنيسيوم من تفاعل كربونات المغنيسيوم مع حمض فلوريد الهيدروجين حسب المعادلة:
MgCO3 + 2HF → MgF2 + H2O + CO2

## الاستخدامات
- يستخدم مركب فلوريد المغنيسيوم في صناعة العدسات البصرية كطلاء مضاد للانعكاس.
- يستخدم في صناعة الزجاج وخزف.